# Dipoena beni
Dipoena beni là một loài nhện trong họ Theridiidae.
Loài này thuộc chi Dipoena. Dipoena beni được Herbert Walter Levi miêu tả năm 1963.